# Royce Sharp
Royce Sharp (Estados Unidos, 25 de mayo de 1972) es un nadador estadounidense retirado especializado en pruebas de estilo espalda larga distancia, donde consiguió ser medallista de bronce mundial en 1994 en los 200 metros estilo espalda.

## Carrera deportiva
En el Campeonato Mundial de Natación de 1994 celebrado en Roma, ganó la medalla de bronce en los 200 metros estilo espalda, con un tiempo de 1:58.86 segundos, tras el ruso Vladimir Selkov  (oro con 1:57.42 segundos) y el español Martín López-Zubero  (plata con 1:58.75 segundos).